# Gustave Malécot
Gustave Malécot (* 28 de diciembre de 1911-7 de noviembre de 1998) fue un matemático francés cuyos trabajos sobre herencia tuvieron una fuerte influencia en la genética de poblaciones.

## Biografía
Malécot creció en L'Horme, una pequeña villa cerca de St. Étienne en el departamento de Loire, hijo de un ingeniero de minas.
En 1935, Malécot obtuvo un grado en matemática de la École Normale Supérieure, París. El luego continuó para hacer un PhD bajo la dirección de George Darmois y lo completó en 1939. Su trabajó se enfocó en el artículo de R.A. Fisher de 1918 The Correlation Between Relatives on the Supposition of Mendelian Inheritance.
Entre 1940 y 1942, con Francia bajo la ocupación Nazi, Malécot enseñó matemática en el Lyceé de Saint-Étienne. En 1942 fue designado maître de conférence (lecturer) Universidad de Montpellier. En 1945 él se unió a la Universidad de Lyon, llegando a ser profesor de matemática aplicada en 1946, una posición que ocupó hasta su retiro en 1981.
Coeficiente de Coancestría de Malécot, una medida de similitud genética, todavía lleva su nombre.